# Annette Jensen
Annette Jensen, född 24 september 1991 i Fredericia, är en dansk handbollsspelare. Hon spelar som högernia eller mittnia.

## Klubbkarriär
Annette Jensen startade karriären i Fredericia HK af 1990 som numera heter bara  Fredericia HK. Hon spelade för klubben 2009–2010. Sen spelade hon för Horsens HK också ett år. Tredje klubben blev Slagelse FH där också vistelsen blev ettårig. År 2012 lämnade hon Danmark för att spela i norska Vipers Kristiansand. Där fick hon ett mindre genombrott och blev skyttedrottning i eliteserien i handboll för damer i Norge 2013–2014 med 145 gjorda mål. Hon stannade i klubben i tre år men återvände sedan till Danmark. Klubbadress blev TTH Holstebro där hon spelade 2015–2018. Främsta meriten med TTH Holstebro var att hon vann EHF:s Cupvinnarcup 2016 med klubben. År 2018 anslöt hon till Team Esbjerg där hon vann danska mästerskapet 2020. Från september 2019 till juli 2020 var hon korsbandsskadad.

## Landslagskarriär
Annette Jensen debuterade i landslaget den 7 oktober 2016 mot Norge. Landslagskarriären blev kort, 11 matcher med totalt 10 gjorda mål. Sista landskampen spelade hon den 27 juli 2019 mot Norge i Stavanger. Hon har aldrig spelat i en mästerskapsturnering.